# ولتون هیلز (آریزونا)
ولتون هیلز (به انگلیسی: Wellton Hills) یک منطقهٔ مسکونی در ایالات متحده آمریکا است که در شهرستان یوما، آریزونا واقع شده‌است. ولتون هیلز ۱٫۶۶ کیلومتر مربع مساحت و ۲٬۸۸۲ نفر جمعیت دارد و ۱۱۰٫۹۵ متر بالاتر از سطح دریا واقع شده‌است.